# Ferdynand Grüning
Ferdynand Grüning, także Ferdynand Grining (ur. 6 sierpnia 1885 w Łodzi, zm. prawdopodobnie w 1939) – polski seryjny morderca i pedofil zwany Wampirem z Łodzi. Jego proces i popełnione przez niego przestępstwa odbiły się szerokim echem w mediach w 20-leciu międzywojennym.

## Życiorys
Ferdynand Grüning urodził się w 1885 w Łodzi jako syn Krzysztofa i Adeli z domu Fabian. Przez pewien okres mieszkał w Karolewie, a w 1919 zamieszkał wraz z rodziną przy ul. Włodzimierskiej 38 w Łodzi (ob. ul. Jana Pietrusińskiego), pracował wówczas jako tkacz. W młodości był cichym, spokojnym, ułożonym dzieckiem, stronił od kolegów i był typem samotnika. Miał 5 rodzeństwa (brata Augusta i 4 siostry, z czego dwie zmarły w niemowlęctwie). Uczęszczał do rosyjskiej szkoły, a w domu uczył się języka niemieckiego. Z czasem pojawiły się u niego napady złości i stawał się niebezpieczny, m.in. dla rodziny, groził biciem.
Sytuacja pogorszyła się po pobycie w wojsku rosyjskim, z którego go wydalono, prawdopodobnie w związku z jego skłonnościami seksualnymi. Po powrocie z wojska stał się jeszcze bardziej nerwowy oraz nie podejmował pracy. Ożenił się, niemniej jego związek małżeński miał problemy od samego początku, a śmierć córki po urodzeniu, a także alkoholizm Grüninga, wpłynęły na fakt, iż ten porzucił żonę, decydując się na zostanie wędrownym blacharzem. Z czasem uważał, że do małżeństwa został zmuszony przez rodzinę, jego siostry zaś uznawały, że ten sam chciał się ożenić, szukając ujścia dla swojego popędu seksualnego.
Według brata, Augusta Grüninga, Ferdynand w 1914 oskarżony był o gwałt na 5-letniej Władysławie Jezierskiej i został osadzony w więzieniu, niemniej w wyniku I wojny światowej zwolniono go z więzienia. Z czasem powrócił do niego, spędzając w nim karę 1 roku za kradzież. Według strażników więziennych Grüning podczas odsiadki miał zachowywać się wzorowo.

### I zabójstwo
Pierwszą ofiarą śmiertelną Grüninga była 7-letnia dziewczynka Irena Erentzówna z Turku, którą w 1926 zamordował i zgwałcił. Grüningowi udowodniono winę i osadzono w więzieniu w Rawiczu z wyrokiem dożywotniego pozbawienia wolności. Amnestia w 1932 skróciła wyrok do 12 lat, niemniej choroba oczu Grüninga, którą nabył w więzieniu, spowodowała, że w 1934 został zwolniony na przepustkę, celem naprawy swojego zdrowia.

### II zabójstwo
30 maja 1934 w Zgierzu na placu przy ul. Aleksandrowskiej podczas przepustki drugą ofiarą Grüninga padł 11-letni chłopiec. Morderca z narzędziami blacharskimi podszedł do grupy chłopców, którzy grali w piłkę, proponując Tadeuszowi Kuczyńskiemu by ten za cukierki odprowadził go do tramwaju. Ten odmówił, więc Grüning ponowił swoją prośbę wobec Józefa Chodobińskiego, dając mu 50 groszy i zlecając kupno cukierków. Ten zgodził się na odprowadzenie mężczyzny do tramwaju za cukierki i z nim poszedł. Poszukiwania dziecka rozpoczęto tego samego dnia, zainicjował je ojciec, zaniepokojony brakiem syna w domu. Szkielet chłopca znalazł lokalny rolnik we wsi Piaskowice Pieńki na polu po 6 tygodniach od zdarzenia. Chłopca rozpoznano po leżącej obok podpisanej imieniem i nazwiskiem czapce, zawierającej podpis „Józef Chodobiński, kl. IV”. Podejrzenia jednak nie padły wówczas na Grüninga. Ponadto ten po 2 miesiącach zwolnienia, powrócił do aresztu, opuszczając go w 1938 lub 1937.

### Próba zabójstwa
Grüning w Piotrkowie Trybunalskim 8 lipca 1938 zgwałcił, a następnie próbował dokonać zabójstwa 8-letniej Lucyny Góry z Twardosławic. Bardzo pokaleczona, początkowo twierdziła, że zraniła się gdy spadła podczas jazdy na rowerze ze swoim wujkiem druciarzem. Informację o zaatakowaniu przez Grüninga przekazała gdy dowiedziała się o kolejnym, dokonanym nożycami blacharskimi przez niego morderstwie.

### III zabójstwo
Grüning zgłosił się 17 października 1938 do sołtysa Kościuszkowa koło Kutna, w celu znalezienia noclegu. Sołtys skierował go do jednego z mieszkańców miejscowości – Bembnisty. Jednocześnie do sołtysa przyszły dwie 9-letnie dziewczynki. Morderca rozpoczął z nimi rozmowę i zasugerował, że może w ich domach zalutować garnki. Jedno z dzieci postanowiło zaprowadzić go do domu. Około 19:00 Grüning odwiedził Bembnistę, w celu przenocowania. Skorzystał z wody w celu obmycia się. Pomimo faktu, iż gospodarz zauważył, że blacharz jest zakrwawiony, nie wzbudziło to u niego podejrzeń, gdyż uznał, że być może ten skaleczył się w trakcie pracy.
Ojciec dziewczynki oczekując w domu długo na powrót córki – Władysławy Bagrowskiej z Kościuszkowa koło Kutna wyruszył na jej poszukiwania. Około godz. 22:00 odwiedził z sołtysem Bembnistę. Mężczyzna po dotarciu do śpiącego w stodole Grüninga zapytał go gdzie jest jego córka, ten zaś odpowiedział: „nie jestem stróżem cudzych dzieci”. Po przeprowadzeniu sprawcy ze stodoły do mieszkania, ten wyjął zakrwawione nożyce ocierając je z krwi. Przybyły policjant spostrzegł również jej ślady na ubraniu przestępcy. Po przetransportowaniu mężczyzny na posterunek policyjny ten przyznał się do morderstwa, a następnie wskazał lokalizację zwłok dziewczynki zakopane w polu. Z ziemi wystawała ręka dziecka, a obok zakopane było jej ubranie. W stodole w której nocował mężczyzna znaleziono ucięte fragmenty ciała dziewczynki. Grüning zakomunikował śledczym, że ogarnęła go żądza mordowania. Śledczy powiązali popełnione przez niego morderstwo z mordem popełnionym 5 lat wcześniej oraz z próbą zabójstwa, stawiając go przed sądem za popełnione czyny.

### Proces
Przed procesem Grüninga badano pod kątem jego poczytalności w szpitalu w Kochanówce oraz w Tworkach. W obu placówkach przyznawał się do winy i opisywał swoje zbrodnie. Lekarze mieli uznać, że przestępca był poczytalny. Ostatni proces Grüninga odbył się w Sądzie Okręgowym w Łodzi. Przed budynkiem sądu w trakcie procesu gromadziły się tłumy gapiów. Przestępca siedział na ławie oskarżonych z opuszczoną głową i wzrokiem wpatrzonym w podłogę. W przypadku większości zadawanych mu pytań twierdził, że nie zna na nie odpowiedzi. Udawał, że nie wie jak ma na imię, czy był żonaty, ponadto nie składał żadnych wyjaśnień. Nie przyznał się do winy.
Proces rozpoczął się 28 lutego 1939. Przed sądem zeznawali koledzy Józefa Chudobińskiego, rozpoznając w Grüningu osobę, która uprowadziła chłopca, ojciec Władysławy Bagrowskiej, Lucyna Góra i jej ojciec, a także rodzeństwo Grüninga. Część procesu została utajniona. Grüningowi postawiono zarzut dokonania dwóch gwałtów, dwóch zabójstw, jednego usiłowania zabójstwa. Sąd wobec przestępcy zasądzili 3-krotną karę śmierci przez powieszenie oraz utratę wszelkich praw. Sąd podkreślił u oskarżonego „brak instynktów ludzkich, jego zwierzęcość i okrucieństwo”. Grüning przyjął wyrok ze spokojem, następnie odwieziono go do więzienia, choć nie wiadomo czy wyrok wykonano. Wiadomo, że 16 sierpnia 1939 gdy jego brata sądzono za kradzież, Grüning nadal przebywał w więzieniu. 2 tygodnie później zaś rozpoczęła się II wojna światowa.